# Plumelin
Plumelin [plymlɛ̃] (Pluverin en breton) est une commune française, située dans le département du Morbihan en région Bretagne.

## Géographie

### Situation
| Guénin            | Remungol | Moréac      |
|                   | Plumelin | Locminé     |
| La Chapelle-Neuve |          | Moustoir-Ac |

Cette commune est située à l'ouest de Locminé, et est bordée par Moustoir-Ac, La Chapelle-Neuve, Évellys et Moréac.

### Relief et hydrographie
L'ancien étang du Bois d'amour, lequel était à cheval sur les communes de Locminé et Plumelin : un vaste chantier de renaturation entraînant la suppression de l'étang du Bois d'amour a été entrepris en 2023, le barrage de retenue du plan d'eau étant désormais considéré comme obsolète et étant un  obstacle à la circulation des poissons et des sédiments (l'étang était très envasé et la qualité de l'eau en baisse) : l'abaissement de la digue et la vidange du plan d'eau ont été décidées afin que la nature reprenne ses droits ; la disparition de l'étang va rétablir le cours naturel du Signan (affluent de rive droite du Tarun et ancien émissaire de l'étang) et, lorsque la végétation aura repoussé, de nouveaux aménagements légers seront décidés (diguettes paysagères retenant de petites retenues d'eau successives pour ralentir le cours de l'eau, chemins piétonniers, pistes cyclables, etc..

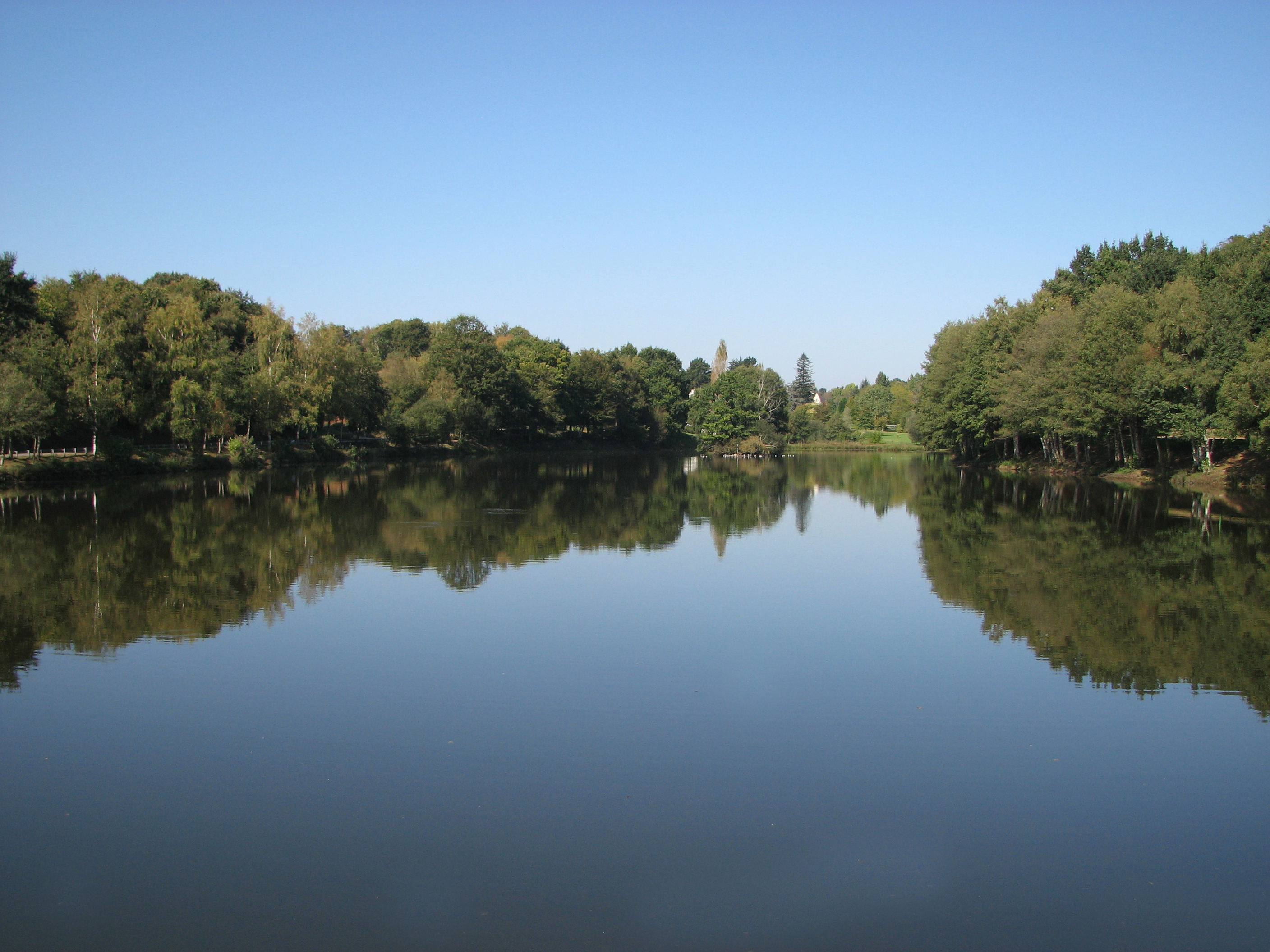
L'ancien étang du Bois d'amour.

### Hydrographie
Pour un article plus général, voir Réseau hydrographique du Morbihan.
La commune est située dans le bassin Loire-Bretagne. Elle est drainée par le Tarun, le Moulin du Fou, le ruisseau de Tallené, le Moulin du Breuil, le ruisseau le Goyedon et divers autres petits cours d'eau,.
Le Tarun, d'une longueur de 21 km, prend sa source dans la commune de Bignan et se jette  dans l'Ével à Baud, après avoir traversé huit communes. 

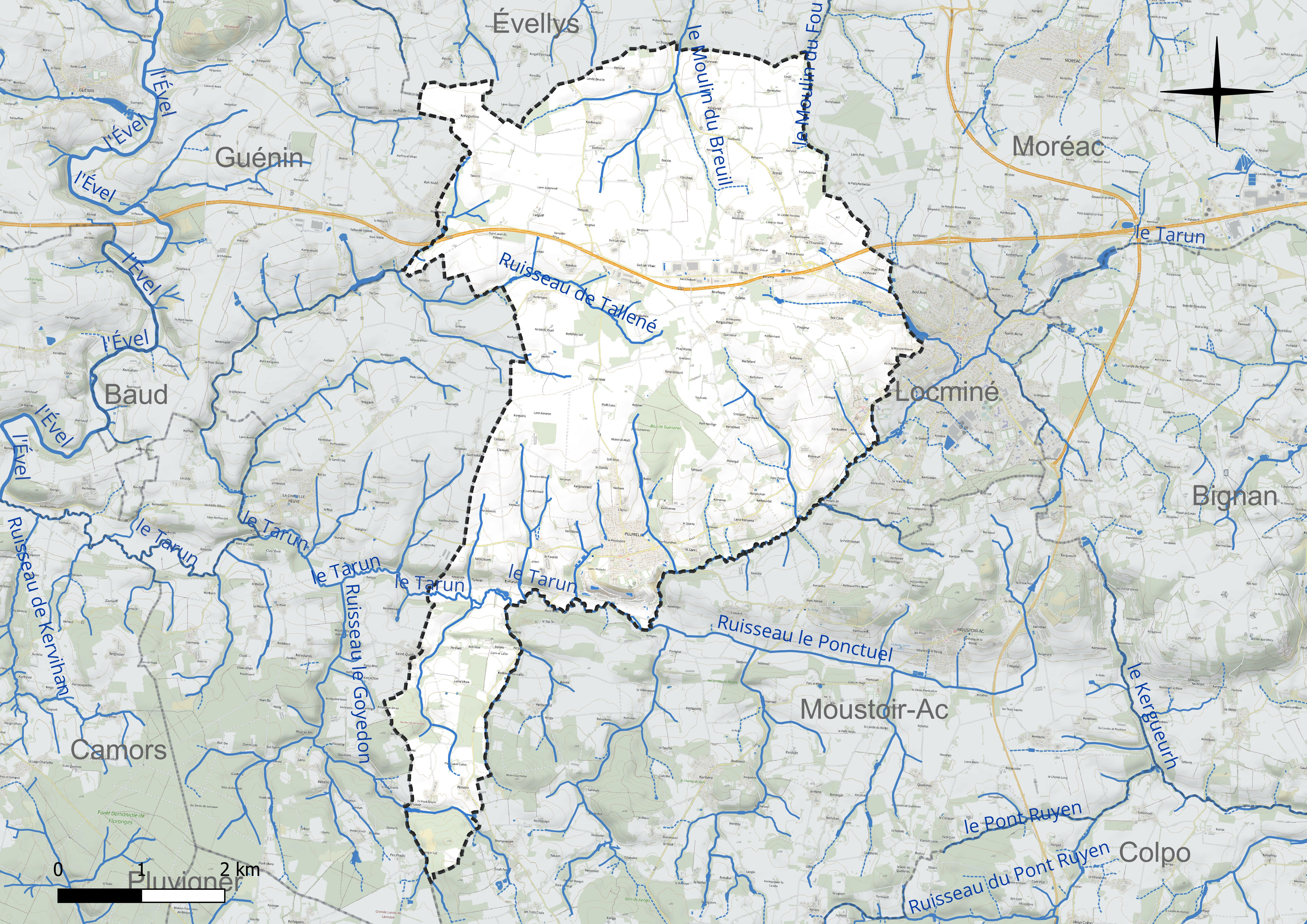
Réseau hydrographique de Plumelin.

### Climat
Pour des articles plus généraux, voir Climat de la Bretagne et Climat du Morbihan.
En 2010, le climat de la commune est de type climat océanique franc, selon une étude du CNRS s'appuyant sur une série de données couvrant la période 1971-2000. En 2020, Météo-France publie une typologie des climats de la France métropolitaine dans laquelle la commune est exposée à un climat océanique et est dans la région climatique  Bretagne orientale et méridionale, Pays nantais, Vendée, caractérisée par une faible pluviométrie en été et une bonne insolation. Parallèlement l'observatoire de l'environnement en Bretagne publie en 2020 un zonage climatique de la région Bretagne, s'appuyant sur des données de Météo-France de 2009. La commune est, selon ce zonage, dans la zone « Intérieur », exposée à un climat médian, à dominante océanique.  
Pour la période 1971-2000, la température annuelle moyenne est de 11,4 °C, avec une amplitude thermique annuelle de 12 °C. Le cumul annuel moyen de précipitations est de 997 mm, avec 14,2 jours de précipitations en janvier et 7,1 jours en juillet. Pour la période 1991-2020, la température moyenne annuelle observée sur la station météorologique la plus proche, située sur la commune de Moréac à 8 km à vol d'oiseau, est de 12,0 °C et le cumul annuel moyen de précipitations est de 1 043,7 mm,. Pour l'avenir, les paramètres climatiques de la commune estimés pour 2050 selon différents scénarios d'émission de gaz à effet de serre sont consultables sur un site dédié publié par Météo-France en novembre 2022.

## Urbanisme

### Typologie
Au 1er janvier 2024, Plumelin est catégorisée bourg rural, selon la nouvelle grille communale de densité à sept niveaux définie par l'Insee en 2022.
Elle est située hors unité urbaine. Par ailleurs la commune fait partie de l'aire d'attraction de Locminé, dont elle est une commune de la couronne,. Cette aire, qui regroupe 2 communes, est catégorisée dans les aires de moins de 50 000 habitants,.

### Occupation des sols

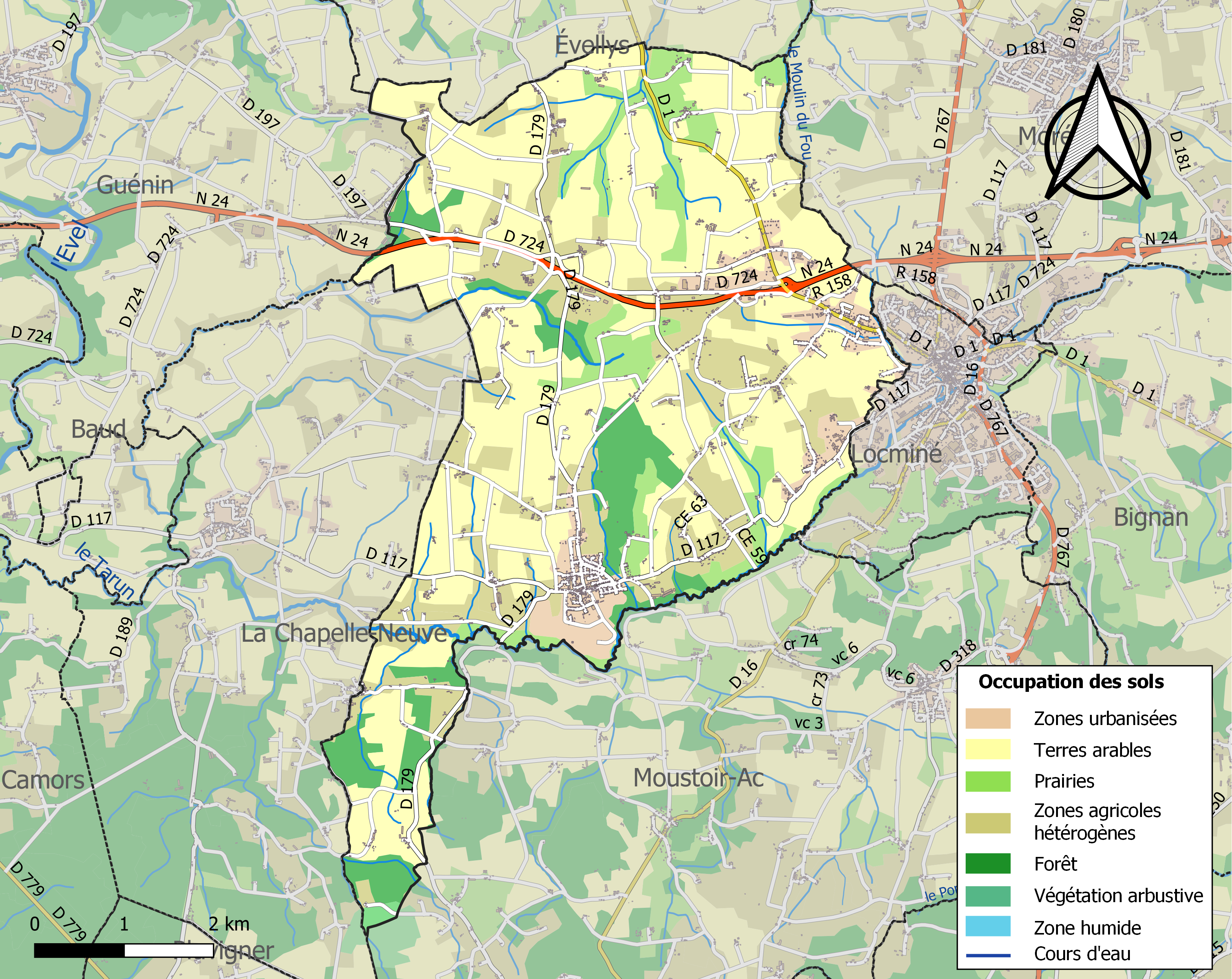
Carte des infrastructures et de l'occupation des sols de la commune en 2018 (CLC).

Le tableau ci-dessous présente l'occupation des sols de la commune en 2018, telle qu'elle ressort de la base de données européenne d’occupation biophysique des sols Corine Land Cover (CLC).
| Type d’occupation                                                                   | Pourcentage | Superficie (en hectares) |
| ----------------------------------------------------------------------------------- | ----------- | ------------------------ |
| Tissu urbain discontinu                                                             | 5,1 %       | 160                      |
| Zones industrielles ou commerciales et installations techniques                     | 0,9 %       | 27                       |
| Extraction de matériaux                                                             | 1,1 %       | 33                       |
| Terres arables hors périmètres d'irrigation                                         | 52,1 %      | 1637                     |
| Prairies et autres surfaces toujours en herbe                                       | 9,5 %       | 238                      |
| Systèmes culturaux et parcellaires complexes                                        | 20,4 %      | 640                      |
| Surfaces essentiellement agricoles interrompues par des espaces naturels importants | 1,8 %       | 56                       |
| Forêts de feuillus                                                                  | 5,8 %       | 182                      |
| Forêts de conifères                                                                 | 2,0 %       | 64                       |
| Forêts mélangées                                                                    | 1,0 %       | 32                       |
| Forêt et végétation arbustive en mutation                                           | 0,3 %       | 10                       |
| Source : Corine Land Cover                                                          |             |                          |

## Toponymie
Le nom de la localité est mentionné sous la forme Plemelin en 1288[source insuffisante].
Ce toponyme est composé de Ploe, paroisse primitive, et de l'hagionyme Melin, variante de Merin. Il signifie « paroisse de Melin »[source insuffisante].

## Histoire

### Étymologie et origines
Plumelin est une ancienne paroisse consacrée à saint Mélaine l'évêque de Rennes au Ve siècle.
Selon un aveu de 1471, Plumelin était, au sein de la Vicomté de Rohan, une des 46 paroisses ou trèves de la seigneurie proprement dite de Rohan.

### Moyen Âge
Sous l'Ancien régime, la paroisse se divisait en sept confréries :  La Ferrière, Trescoet, Boternic et Grenil. Luminan qui faisait partie de Plumelin est venue se rattacher à Plumelin au cours du XXe siècle ainsi que Saint-Quidy.
De cette période, Plumelin a conservé deux chapelles : Saint-Jean-du-Poteau et Saint-Quidy.

### Époque moderne

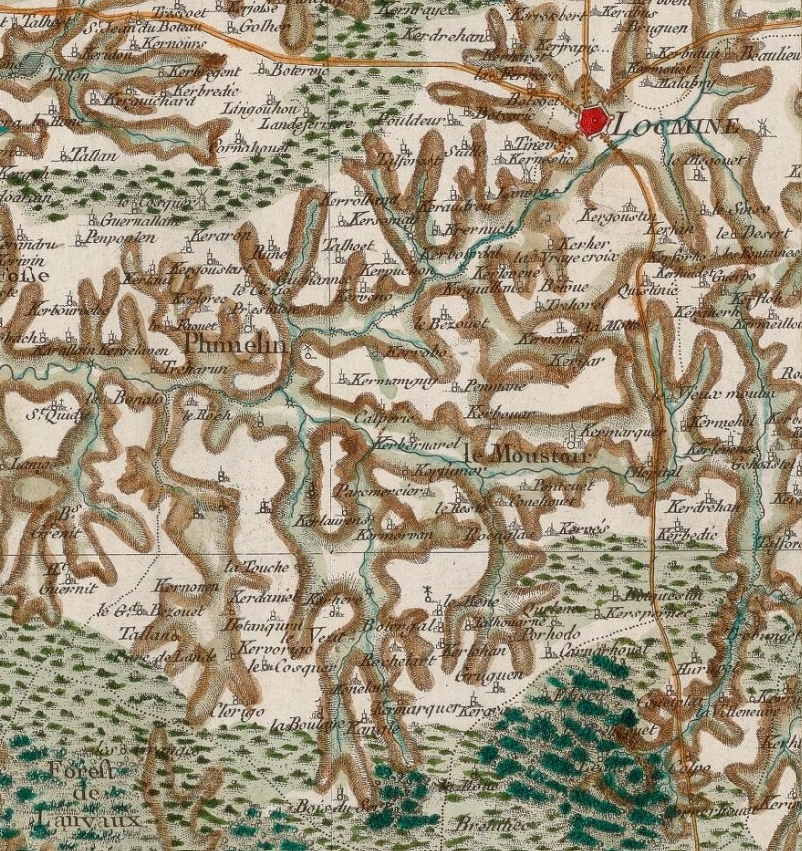
Carte de Cassini de Locminé, Moustoir (Moustoir-Ac) et Plumelin (1789).

En 1768, les paroisses de Plumelin, Cléden, Goulien, Esquibien et Plogoff sont victimes d'une épidémie de dysenterie.

### LeXIXesiècle
En 1841 le décès d'un réfractaire (par légitimisme et hostilité à la monarchie de Juillet), un nommé Métayer, victime de la fièvre typhoïde, fut le prétexte à plusieurs rassemblements de paysans (à Plumelin le 11 mars, à Moréac le 17 mars et à Naizin un peu plus tard. Métayer n'ayant rien fait d'extraordinaire, « on ne peut voir dans ce déploiement de pompe funéraire que la volonté de présenter comme honorable la conduite des réfractaires, d'encourager la résistance à la loi et de pousser leurs camarades à les imiter ».
Une épidémie de variole fit 55 malades (dont 27 moururent) à Plumelin entre 1865 et 1870.
En 1873 1 099 habitants des communes de Guidel, Plumelec, Saint-Servan, Cruguel, Plumelin, Locminé, Guéhenno, Moréac, Carentoir et Guénin demandent, dans une pétition déposée à l'Assemblée nationale « le rétablissement, dans le plus bref délai, de la royauté en la personne de Henri V, héritier légitime de la couronne de France ».

### LeXXesiècle

#### La Belle Époque
Le 30 novembre 1902 plusieurs maires de la région, dont Le Poittevin, maire de Plumelin, réunis à Pontivy, signent un texte dans lequel ils refusent de surveiller si les prêtres de leur paroisse utilisent la langue française, et non la langue bretonne, lors des leçons de catéchisme et des instructions religieuses.
Le journal La Croix du 3 janvier 1904 annonce la fermeture de l'école congréganiste Plumelin, qui était tenue par les Filles de Jésus, sur décision du gouvernement d'Émile Combes.

#### La Première Guerre mondiale
Le monument aux morts de Plumelin porte les noms de 87 soldats morts pour la France pendant la Première Guerre mondiale ; parmi eux 8 sont morts en Belgique, 1 (Julien Alain) est mort de maladie sur le navire-hôpital Bien-Hoa, la plupart des autres sont morts sur le sol français ; deux (Casimir Corfmat et Jean Manahèze) ont été décorés de la Médaille militaire et de la Croix de guerre, deux (Jean Guyot et Jean Tamhouët) de la Médaille militaire et quatre (Émile Allanic,Jean Le Bouler, Jean Morice et Pierre Pépion) de la Croix de guerre.
Le 8 décembre 1916, Joachim Le Crom, maire de Plumelin,  est condamné par le tribunal de Pontivy « pour avoir refusé d'obtempérer aux rdres de réquisition du président de la commission de ravitaillement de Vannes ».

#### La Seconde Guerre mondiale
Le monument aux morts de Plumelin porte les noms de 14 personnes mortes pour la France pendant la Seconde Guerre mondiale ; parmi elles Alfred Allanic, malot canonnier à bord de l'aviso Vauquois (coulé après voir été victime d'une mine le 18 juin 1940), décoré de la Médaille militaire et de la Croix de guerre et Joachim Manahèze, mort en captivité en Allemagne.

#### L'après Seconde Guerre mondiale
Un soldat (Ange Le Gal) originaire de Plumelin est mort pour la France pendant la guerre d'Indochine et 4 (Ferdinand Bohelay, René Corfmat, L. Duclos et H. Morice) pendant la guerre d'Algérie.

## Football
Le club de Plumelin Sports à l'époque sous le nom de la « Garde Saint Melaine » naissait en 1941 sous l'impulsion d’Émile Laudrin et de Jean Corlay notamment.
C'est en 1970 que la Garde Saint Melaine prend le nom de Plumelin Sports et, dans cette même année, la première équipe de jeune voyait le jour.
En 1974, le club ayant étoffé son effectif accède pour la première fois de son histoire en 1re division.
Après deux saisons en 1re division et cinq matchs de barrages exceptionnels, le club accède en 1976 à la promotion d'honneur poursuivant sa montée en puissance en accédant à la division régionale d'honneur en 1981.
Après quelques saisons difficile, le club repart sur des bases saines en championnat de district.
En 1999, sous l'impulsion du Président Louis Le Bellego, les verts et blancs retrouvent la DRH qu'ils avaient quitté quelques années auparavant.
Les années 2005-2010 furent des années de « transition », le club en restructuration pendant ces cinq années oscille les hauts et les bas et ne parvient pas à faire son retour en Ligue. Plumelin Sport évoluant alors en 2e division de district en 2010, va entamer une montée en puissance fulgurante, pour ainsi retrouver sa place parmi les championnats de Ligue. Les arrivées successives d'un nouvel entraineur, Nicolas le Nouail et d'un nouveau président, Eric Maréchal ont effectivement permises à Plumelin Sports de monter trois fois en quatre saisons, offrant ainsi l'opportunité au club de retrouver la DRH en 2015. Cette même saison, l'équipe première accède pour la 1re fois depuis plus de dix ans au 5e tour de la Coupe de France (élimination contre l'US La Gacilly 2 buts à 1).
On trouve à présent dans le club de Plumelin Sports, des équipes de jeunes allant de U8-U9 à U15, ainsi qu'une équipe féminine.

## Blasonnement
|  | Les armoiries de Plumelin se blasonnent ainsi : D’azur au sautoir d’or chargé en cœur d’une moucheture d’hermine de sable, cantonné en chef et aux flancs de trois gerbes de blé et en pointe d’une macle, le tout aussi d’or. |

Depuis le 21 novembre 1997, la commune de Plumelin a adopté les armoiries ci-dessus.
La symbolique rappelle deux familles importantes de la commune : la famille de Langle possesseur de plusieurs seigneuries sur le territoire de Plumelin et la famille Gibon de Plumelin.

## Politique et administration
| Période                                  | Période   | Identité           | Étiquette    | Qualité                                                                 |
| ---------------------------------------- | --------- | ------------------ | ------------ | ----------------------------------------------------------------------- |
| ?                                        | ?         | Pierre Le Pallec   |              |                                                                         |
| 1835                                     | 1848      | Antoine Le Sergent |              |                                                                         |
| Les données manquantes sont à compléter. |           |                    |              |                                                                         |
| 1947                                     | 1949      | Vincent Dérian     |              |                                                                         |
| 1949                                     | 1959      | Joseph Le Brazidec |              |                                                                         |
| mars 1959                                | mars 1989 | Léon Le Tutour     |              | Agriculteur                                                             |
| mars 1989                                | juin 1995 | René Picaut        | DVD          |                                                                         |
| juin 1995                                | mars 2014 | Agnès Le Gougaud   | DVD puis UMP | Cadre infirmier                                                         |
| mars 2014 Réélu en 2020                  | En cours  | Pierre Guégan      | DVD          | Conducteur de travaux Conseiller départemental de Grand-Champ (2021 → ) |
| Les données manquantes sont à compléter. |           |                    |              |                                                                         |

## Démographie
L'évolution du nombre d'habitants est connue à travers les recensements de la population effectués dans la commune depuis 1793. Pour les communes de moins de 10 000 habitants, une enquête de recensement portant sur toute la population est réalisée tous les cinq ans, les populations de référence des années intermédiaires étant quant à elles estimées par interpolation ou extrapolation. Pour la commune, le premier recensement exhaustif entrant dans le cadre du nouveau dispositif a été réalisé en 2007.

En 2022, la commune comptait 2 841 habitants, en évolution de +4,07 % par rapport à 2016 (Morbihan : +3,82 %, France hors Mayotte : +2,11 %).
| 1793  | 1800  | 1806  | 1821  | 1831  | 1836  | 1841  | 1846  | 1851  |
| ----- | ----- | ----- | ----- | ----- | ----- | ----- | ----- | ----- |
| 2 286 | 2 038 | 2 320 | 2 336 | 2 480 | 2 332 | 2 474 | 2 590 | 2 533 |

| 1856  | 1861  | 1866  | 1872  | 1876  | 1881  | 1886  | 1891  | 1896  |
| ----- | ----- | ----- | ----- | ----- | ----- | ----- | ----- | ----- |
| 2 498 | 2 503 | 2 523 | 1 659 | 1 766 | 1 859 | 2 007 | 2 078 | 2 201 |

| 1901  | 1906  | 1911  | 1921  | 1926  | 1931  | 1936  | 1946  | 1954  |
| ----- | ----- | ----- | ----- | ----- | ----- | ----- | ----- | ----- |
| 2 243 | 2 085 | 2 160 | 2 221 | 2 349 | 2 456 | 2 490 | 2 445 | 2 236 |

| 1962  | 1968  | 1975  | 1982  | 1990  | 1999  | 2006  | 2007  | 2012  |
| ----- | ----- | ----- | ----- | ----- | ----- | ----- | ----- | ----- |
| 2 050 | 1 864 | 1 715 | 1 809 | 1 748 | 1 785 | 2 232 | 2 295 | 2 641 |

| 2017  | 2022  | - | - | - | - | - | - | - |
| ----- | ----- | - | - | - | - | - | - | - |
| 2 723 | 2 841 | - | - | - | - | - | - | - |

## Langue bretonne
À la rentrée 2016, 40 élèves étaient scolarisés dans la filière bilingue catholique (soit 16,1 % des enfants de la commune inscrits dans le primaire).

## Lieux et monuments
- Croix de Kercloarec ;
- Croix de Saint-Jean-du-Poteau ;
- Fontaine de Saint-Jean-du-Poteau ;
- L'église paroissiale Saint-Melaine date pour partie du XVIe siècle. C'est un édifice en forme de croix latine sans valeur artistique. Seul le croisillon sud  a conservé une grande fenêtre en tiers-point flamboyant[37].
- Le parc d'attractions Kingoland ;
- Le château de Guénanec date pour partie du XVIIe siècle (parties ouest et sud) et des années 1820 - 1823 pour sa partie nord ; sa tour date de 1880. Il est entouré de 14 hectares de bois et de pâturages[38].

## Personnalités liées à la commune
- Jean Dérian, homme politique, né en 1932 à Plumelin.